# Olympische Sommerspiele 2020/Teilnehmer (Cookinseln)
| Gelbes Symbol für Goldmedaillen mit stilisierten Olympischen Ringen | Graues Symbol für Silbermedaillen mit stilisierten Olympischen Ringen | Braundes Symbol für Bronzemedaillen mit stilisierten Olympischen Ringen |
| ------------------------------------------------------------------- | --------------------------------------------------------------------- | ----------------------------------------------------------------------- |
| —                                                                   | —                                                                     | —                                                                       |

Die Cookinseln nahmen an den Olympischen Spielen 2020 in Tokio teil. Es war die insgesamt neunte Teilnahme an Olympischen Sommerspielen. Das Cook Islands Sports and National Olympic Committee nominierte sechs Athleten – drei Frauen und drei Männer – in drei Sportarten.

## Teilnehmer nach Sportarten

### Kanu

#### Kanurennsport
| Athleten     | Wettbewerb | Vorlauf      | Vorlauf | Viertelfinale | Viertelfinale | Halbfinale    | Halbfinale    | Finale        | Finale        | Rang |
| Athleten     | Wettbewerb | Zeit         | Rang    | Zeit          | Rang          | Zeit          | Rang          | Zeit          | Rang          | Rang |
| ------------ | ---------- | ------------ | ------- | ------------- | ------------- | ------------- | ------------- | ------------- | ------------- | ---- |
| Frauen       |            |              |         |               |               |               |               |               |               |      |
| Jade Tierney | K-1 200 m  | 48,271 s     | 6       | 49,290 s      | 8             | ausgeschieden | ausgeschieden | ausgeschieden | ausgeschieden | 35   |
| Männer       |            |              |         |               |               |               |               |               |               |      |
| Kohl Horton  | K-1 200 m  | 40,051 s     | 4       | DNF           | DNF           | DNF           | DNF           | DNF           | DNF           | DNF  |
| Kohl Horton  | K-1 1000 m | 4:24,679 min | 6       | 4:39,138 min  | 6             | ausgeschieden | ausgeschieden | ausgeschieden | ausgeschieden | 27   |

#### Kanuslalom
| Athleten      | Wettbewerb | Vorlauf  | Vorlauf | Halbfinale    | Halbfinale    | Finale        | Finale        | Rang |
| Athleten      | Wettbewerb | Zeit     | Rang    | Zeit          | Rang          | Zeit          | Rang          | Rang |
| ------------- | ---------- | -------- | ------- | ------------- | ------------- | ------------- | ------------- | ---- |
| Frauen        |            |          |         |               |               |               |               |      |
| Jane Nicholas | K-1        | 151,95 s | 21      | ausgeschieden | ausgeschieden | ausgeschieden | ausgeschieden | 21   |
| Jane Nicholas | C-1        | 120,10 s | 21      | 144,84 s      | 22            | ausgeschieden | ausgeschieden | 22   |

### Leichtathletik
Laufen und Gehen 
| Athleten     | Wettbewerb | Runde 1     | Runde 1 | Halbfinale    | Halbfinale    | Finale        | Finale        | Rang |
| Athleten     | Wettbewerb | Zeit        | Rang    | Zeit          | Rang          | Zeit          | Rang          | Rang |
| ------------ | ---------- | ----------- | ------- | ------------- | ------------- | ------------- | ------------- | ---- |
| Männer       |            |             |         |               |               |               |               |      |
| Alex Beddoes | 800 m      | 1:47,26 min | 36      | ausgeschieden | ausgeschieden | ausgeschieden | ausgeschieden | 36   |

### Schwimmen
| Athleten                | Wettbewerb     | Vorlauf     | Vorlauf | Halbfinale    | Halbfinale    | Finale        | Finale        | Rang |
| Athleten                | Wettbewerb     | Zeit        | Rang    | Zeit          | Rang          | Zeit          | Rang          | Rang |
| ----------------------- | -------------- | ----------- | ------- | ------------- | ------------- | ------------- | ------------- | ---- |
| Frauen                  |                |             |         |               |               |               |               |      |
| Kirsten Fisher-Marsters | 100 m Brust    | 1:13,98 min | 36      | ausgeschieden | ausgeschieden | ausgeschieden | ausgeschieden | 36   |
| Männer                  |                |             |         |               |               |               |               |      |
| Wesley Roberts          | 200 m Freistil | 1:50,41 min | 37      | ausgeschieden | ausgeschieden | ausgeschieden | ausgeschieden | 37   |
| Wesley Roberts          | 400 m Freistil | 3:55,65 min | 30      | ausgeschieden | ausgeschieden | ausgeschieden | ausgeschieden | 30   |